# Prituľany
Prituľany est un village de Slovaquie situé dans la région de Prešov.

## Histoire
Première mention écrite du village en 1454.

## Démographie

### Évolution de la population
| Année:               | 1994. | 2004.    | 2014.    | 2024.    |
| -------------------- | ----- | -------- | -------- | -------- |
| Nombre de personnes: | 86    | 66       | 54       | 37       |
| Différence:          |       | -23,25 % | -18,18 % | -31,48 % |

| Année:               | 2023. | 2024.   |
| -------------------- | ----- | ------- |
| Nombre de personnes: | 35    | 37      |
| Différence:          |       | +5,71 % |